# ExpressVPN
ExpressVPN je služba VPN provozovaná společností Express VPN International Ltd. registrovanou na Britských Panenských ostrovech. Tento software je nabízen jako nástroj pro zabezpečení a ochranu soukromí, který šifruje webový provoz uživatelů a maskuje jejich IP adresy.
V září 2021 měla tato služba údajně 3 miliony uživatelů.

## Historie
Rodičovskou společnost služby ExpressVPN, Express VPN International Ltd., založili v roce 2009 Peter Burchhardt a Dan Pomerantz, dva sérioví podnikatelé a absolventi školy Wharton School. Společnost podniká pod názvem ExpressVPN.
V prosinci 2019 se ExpressVPN stala zakládajícím členem iniciativy VPN Trust Initiative, což je skupina bojující za internetovou bezpečnost spotřebitelů.
V květnu 2020 společnost zveřejnila nový protokol nazvaný Lightway, který vyvinula pro ExpressVPN. Jeho účelem je zlepšit rychlost připojení a snížit spotřebu energie. V říjnu do bezpečnostní laboratoře ExpressVPN přišel zakladatel Yale Privacy Lab, Sean O'Brien, aby zde prováděl původní výzkum v oblasti soukromí a kybernetické bezpečnosti.
13. září 2021 bylo oznámeno, že byla ExpressVPN koupena společností Kape Technologies. Ta se zabývá digitální bezpečností a ochranou soukromí, provozuje tři jiné služby VPN (Private Internet Access, CyberGhost a ZenMate.) a je obchodována na Londýnské burze. V okamžiku této akvizice měla ExpressVPN údajně více než 3 miliony uživatelů. V září 2021 ExpressVPN oznámila, že zůstane samostatnou službou nezávislou na ostatních značkách společnosti Kape.

## Vlastnosti a funkce
ExpressVPN vydala aplikace pro Windows, macOS, iOS, Android, Linux a routery. K zabezpečení uživatelského provozu používají tyto aplikace 4096bitové certifikáty, šifrování AES-256-CBC a TLS v1.2. Mezi dostupné protokoly VPN patří Lightway, OpenVPN (s TCP/UDP), SSTP, L2TP/IPSec a PPTP.
Software obsahuje i funkci Smart DNS zvanou MediaStreamer, která rozšiřuje možnosti VPN i na zařízení, která je jinak nepodporují. Dále je obsažena aplikace, která umožňuje nastavit VPN jako router a obejít tak nepodporovaná zařízení, jako jsou například herní konzole.
Společnost ExpressVPN je registrována na Britských Panenských ostrovech, což je stát příznivě nakloněný ochraně soukromí, kde neplatí žádné zákony o uchovávání dat. Právní jurisdikce Britských Panenských ostrovů je nezávislá na Spojeném království.
Rodičovská společnost ExpressVPN také vyvíjí nástroje pro testování datových úniků, pomocí nichž mohou uživatelé zjistit, jestli od poskytovatele jejich VPN neuniká síťový provoz, informace o DNS nebo skutečné IP adresy, když jsou k takové VPN připojeni, například při přechodu z bezdrátového na drátové připojení k internetu.

### Servery
V srpnu 2021 měla ExpressVPN síť 3000 serverů ve 160 VPN lokalitách v 94 zemích. V dubnu 2019 ExpressVPN oznámila, že všechny její servery VPN používají pouze volatilní paměti (RAM), nikoli pevné disky. Bylo to první použití takového způsobu zabezpečení serverů v oboru VPN a bylo označováno jako TrustedServer (důvěryhodný server).

### Protokol Lightway
Lightway je otevřený protokol VPN od společnosti ExpressVPN. Podobá se protokolu WireGuard, používá ale šifrování wolfSSL, čímž zrychluje zařízení, v nichž je vestavěn, například routery a chytré telefony. Nepracuje v jádru operačního systému, je ale je odlehčený a podporuje protokolování. Údajně je dvakrát rychlejší než OpenVPN a podporuje TCP i UDP.

## Přijetí
V říjnu 2017 udělil server TechRadar této službě 4½ hvězdiček z 5 a nazval ji „špičkovou službou s dobře navrženými klienty, velkým výběrem lokalit a spolehlivým výkonem“.
Web Comparitech, zabývající se kybernetickou bezpečností, testoval v roce 2018 nástroje ExpressVPN pro odhalování úniků. Testu podrobil 11 oblíbených služeb VPN a úniky našel u všech poskytovatelů vyjma ExpressVPN. K tomuto výsledku autoři poznamenali: „V rámci poctivosti je však třeba říci, že testovací nástroje pocházejí od firmy ExpressVPN, která jimi svoji vlastní VPN ještě před zveřejněním tohoto článku prověřila a odstranila původně odhalené úniky.“
V červnové recenzi na serveru VPNSelector dostala tato služba 4,5 hvězdiček z 5, čímž se umístila na prvním místě mezi poskytovateli VPN.
V roce 2020 získala ExpressVPN ocenění „Volba redaktora“ od technologického webu TechRadar.
V roce 2021 získala tato služba ocenění „Volba redaktora“ od webů TechRadar a CNET.